# Нейфельд
Не́йфельд (рос. Нейфельд, башк. Нейфельд) — присілок у складі Благоварського району Башкортостану, Росія. Входить до складу Янишевської сільської ради.
Населення — 33 особи (2010; 29 в 2002).
Національний склад:
- башкири — 100 %